# 1994 PX
1994 PX är en asteroid i huvudbältet som upptäcktes den 14 augusti 1994 av den japanska astronomen Takao Kobayashi vid Ōizumi-observatoriet.
Asteroiden har en diameter på ungefär 8 kilometer.